# Shirley Horn
Shirley Valerie Horn (Washington, 1934. május 1. – Washington, 2005. október 20.) Grammy-díjas amerikai dzsesszénekesnő, zongorista. Partnerei között volt többek között Miles Davis, Dizzy Gillespie, Toots Thielemans, Ron Carter, Carmen McRae, Wynton Marsalis.
Négyéves korától tanult zongorázni. Hatott rá az európai klasszikus zene és Nat King Cole is. A Juilliard School-on, majd a Howard University-n tanult. Miles Davis segítségével a New York-i Village Vanguard jazz-klubba került.
1954-től már saját combója volt.
Híres felvételei közé tartozik például a You Won't Forget Me (Wynton és Branford Marsalis, továbbá Miles Davis közreműködésével).
Shirley Horn valódi újító volt. Egyedülálló ének- és játékstílust teremtett, ami... annyira a sajátja, hogy csak kevesen merték megpróbálni utánozni.

## Szólólemezek
- 1960: Embers and Ashes
- 1961: Live at the Village Vanguard (live)
- 1963: Loads of Love (Mercury)
- 1963: Shirley Horn with Horns (Mercury)
- 1965: Travelin' Light (ABC-Paramount)
- 1973: Where Are You Going (Perception)
- 1978: A Lazy Afternoon
- 1981: All Night Long (live)
- 1981: Violets for Your Furs (live)
- 1984: Garden of the Blues (live)
- 1987: All of Me
- 1987: Softly
- 1987: I Thought About You (Verve, live)
- 1989: Close Enough for Love (Verve)
- 1991: You Won't Forget Me (Verve, with Miles Davis)
- 1992: Here's to Life (Verve)
- 1993: Light Out of Darkness (A Tribute to Ray Charles) (Verve)
- 1994: I Love You, Paris (Verve, live)
- 1994: Live at the 1994 Monterey Jazz Festival (Verve, live, released 2008)
- 1996: The Main Ingredient (Verve)
- 1997: Loving You (Verve)
- 1998: I Remember Miles (Verve)
- 1999: Quiet Now: Come a Little Closer (compilation) (Verve)
- 1999: Ultimate Shirley Horn (compilation) (Verve)
- 2001: You're My Thrill (Verve)
- 2003: May the Music Never End (Verve)
- 2005: But Beautiful-Best of Shirley Horn (Verve)

## Filmek
Shirley Horn az IMDb-n

## Díjak
- 1998: Grammy-díj − Best Jazz Vocal Performance + 9 jelölés
- 2005: National Endowment for the Arts